# Punkt orientacyjny
Punkty orientacyjne (landmarks) – inaczej nazywane landmarkami, to łatwo rozpoznawalne obiekty środowiska architektonicznego (budynki, wieże, kościoły, sklepy) i łatwo rozpoznawalne twory natury o spektakularnym wyglądzie (wzniesienia, rozlewiska rzeki, zagłębienia terenu). 

Jest to jeden z elementów mapy poznawczej, obok ścieżek, krawędzi, regionów i węzłów, wyróżniony przez Lyncha. Punkt orientacyjny to zatem wyróżniające się cechy otoczenia, które ułatwiają ludziom orientację, zazwyczaj zauważalne z dużych odległości. Przykładem punktu orientacyjnego może być np. Wawel czy Kościół Mariacki w Krakowie lub Zamek Królewski lub Pałac Kultury i Nauki w Warszawie.